# Albinizem
Albinizem je genetska bolezen, za katero je značilno pomanjkanje melanina, pigmenta, ki daje barvo koži, lasem in očem. Albinizem se lahko, ampak redko, pojavi pri vseh rasah. Prizadete osebe, ki jih imenujemo albini, lahko trpijo zaradi težav z očmi ali nagnjenosti h kožnim rakom. Stanje lahko prizadene tudi druge sesalce, ribe, ptice, plazilce in dvoživke.
Bolezen je posledica okvarjenega gena za katero izmed beljakovin, ki sodeluje pri procesu sinteze melanina. Deduje se recesivno, saj je ena kopija gena za ustrezno beljakovino dovolj za nemoteno sintezo melanina. Tako človek z okvarjenim genom, čeprav nima izražene bolezni, deluje kot prenašalec in albinizem se lahko pojavi tudi pri otroku dveh staršev, ki nista albina (če sta oba prenašalca).
Albine živali so v naravi redke, saj bela obarvanost naredi žival zelo opazno plenilcem in zajedavcem. Laboratorijsko pa albine linije (npr. miši) gojijo za poskuse, saj je pri takih živalih lažje opaziti spremembe na koži.

## Albinizem pri človeku

### Vrste
Najpogostejša vrsta albinizma je okulokutani albinizem, pri kateri so prizadeti lasje, koža in oči. Možnost je, da so lasje in koža snežno beli vse življenje, v manj hudih primerih pa so lasje in koža beli, šarenica pa je skoraj prozorna že od rojstva, v starosti pa nekoliko potemni. Pri hujših in tudi ne tako hudih primerih albinizma so oči prizadete s fotofobijo (preobčutljivost na močno svetlobo), nistagmusom (nenormalni trzajoči gibi očesnih zrkel) po navadi pa še s škiljenjem in kratkovidnostjo.
So tudi redkejše vrste albinizma, ki pa prizadenejo samo kožo in lase ali oči.

### Zdravljenje
Albinizem je neozdravljiv, saj je vzrok genetski, možna je le preventiva, ki varuje pred posledicami pomanjkanja melanina. Ta ščiti kožo pred nevarnimi žarčenji, predvsem UV. Takšna koža ne more zagoreti in se občutno hitreje postara, velika možnost pa je tudi tvorba rakavih celic na soncu izpostavljenih mestih. Zato se priporoča nošenje dolgih oblačil in izogibanje neposrednem izpostavljanju soncu.
Veliko je težav tudi z očmi, saj lahko poslabšajo vid. V takšnih primerih zdravnik že v mladosti priporoča očala, še bolje pa zatemnjena očala, da so oči zavarovane pred soncem. Druge očesne težave, povezane z albinizmom, odpravljajo kirurško.